# متیو راش (بازیگر پورنوگرافی)
متیو راش (انگلیسی: Matthew Rush؛ زاده ۲۲ سپتامبر ۱۹۷۲) یک بازیگر پورنوگرافی اهل ایالات متحده آمریکا است.